# Numero algebrico
In matematica, un numero algebrico è un numero reale o complesso che è soluzione di un'equazione polinomiale della forma:
{\displaystyle a_{n}x^{n}+a_{n-1}x^{n-1}+\cdots +a_{1}x+a_{0}=0,}
dove {\displaystyle n>0}, ogni {\displaystyle a_{i}} è un intero, e {\displaystyle a_{n}} è diverso da {\displaystyle 0}.
In una definizione equivalente si richiede che i coefficienti del polinomio siano numeri razionali. È sufficiente moltiplicare l'identità per un multiplo comune a tutti i denominatori dei coefficienti per ricondursi al caso intero.

## Esempi di numeri algebrici
- Tutti i numeri razionali sono algebrici perché ogni frazione {\displaystyle -{\frac {a}{b}}} è soluzione di {\displaystyle bx+a=0}; di conseguenza anche gli interi sono algebrici: tutti i numeri interi {\displaystyle -k} sono radici dell'equazione {\displaystyle x+k=0}.
- Alcuni numeri irrazionali come {\displaystyle {\sqrt {2}}} (la radice quadrata di 2) e {\displaystyle {\frac {\sqrt[{3}]{3}}{2}}}(la radice cubica di 3 divisa per 2) sono algebrici perché radici, rispettivamente, di {\displaystyle x^{2}-2=0} e {\displaystyle 8x^{3}-3=0}. In generale sono algebrici i numeri razionali e irrazionali definibili tramite radicali e operazioni con numeri interi, anche se non tutte le soluzioni delle equazioni possono essere espresse in questo modo (conseguenza in parte del teorema di Abel-Ruffini). Da notare che gli irrazionali π e e non sono però algebrici: sono cioè trascendenti. In generale, non tutti i reali sono algebrici (come d'altronde non tutti gli algebrici sono reali). Si può affermare che i reali algebrici, ovvero l'intersezione tra algebrici e reali, è formata dagli irrazionali algebrici e dai razionali.
- L'unità immaginaria ({\displaystyle i}) e il suo opposto ({\displaystyle -i}), soluzioni dell'equazione {\displaystyle x^{2}+1=0}, e in generale tutti i numeri complessi {\displaystyle z=a+ib}, con {\displaystyle a} e {\displaystyle b} razionali, sono algebrici.

## Grado di un numero algebrico
Se un numero algebrico soddisfa un'equazione come quella data sopra con un polinomio di grado {\displaystyle n} e nessuna equazione di grado inferiore, allora si dice che il numero è un numero algebrico di grado {\displaystyle n}.
Per ogni intero {\displaystyle n} esistono degli algebrici di grado {\displaystyle n}: infatti, attraverso il criterio di Eisenstein, è possibile costruire polinomi irriducibili a coefficienti razionali di grado {\displaystyle n} qualunque: esso sarà il polinomio minimo di qualche algebrico, che sarà quindi di grado {\displaystyle n}.

## Cardinalità dell'insieme dei numeri algebrici
Quello dei numeri algebrici è un insieme numerabile: infatti l'insieme dei polinomi a coefficienti interi (o razionali) è numerabile e le soluzioni di ciascun polinomio sono in numero finito. L'insieme di tutte le soluzioni, essendo unione di una famiglia numerabile di insiemi finiti, è a sua volta numerabile.

## Numeri trascendenti
Se un numero reale (o complesso) non è un numero algebrico, viene chiamato numero trascendente.
In conseguenza di quanto già detto per gli algebrici, la cardinalità dei numeri trascendenti è pari a quella del campo di partenza.

## Il campo dei numeri algebrici
Le operazioni di somma, differenza, prodotto e quoziente di due numeri algebrici generano ancora numeri algebrici, pertanto essi formano un campo, indicabile con {\displaystyle \mathbb {A} }. Si può dimostrare che se ammettiamo che i coefficienti {\displaystyle a_{i}} siano numeri algebrici qualsiasi, allora ogni soluzione dell'equazione sarà ancora un numero algebrico. Ciò può essere espresso in altre parole dicendo che il campo dei numeri algebrici è algebricamente chiuso. Infatti, è il più piccolo campo algebricamente chiuso che contiene i numeri razionali, ed è quindi chiamato la chiusura algebrica dei razionali.

## Numeri definiti da radicali
Tutti i numeri che possono essere scritti usando un numero finito di addizioni, sottrazioni, moltiplicazioni, divisioni ed estrazioni di radici {\displaystyle n}-esime (dove {\displaystyle n} è un intero positivo) sono anche algebrici. L'inverso, tuttavia, non è vero: vi sono numeri algebrici che non possono essere scritti in questa maniera. Si tratta delle soluzioni delle equazioni polinomiali di grado superiore al quarto. Questo è un risultato della teoria di Galois.

## Interi algebrici
Un numero algebrico che soddisfa un'equazione polinomiale di grado {\displaystyle n} con {\displaystyle a_{n}=1} (cioè, un polinomio monico a coefficienti interi), è chiamato intero algebrico. Esempi di interi algebrici sono {\displaystyle 3{\sqrt {2}}+5} e {\displaystyle 6i-2} e {\displaystyle -{\frac {1}{2}}+{\frac {\sqrt {3}}{2}}i}.
Somma, differenza e prodotto di interi algebrici sono di nuovo interi algebrici, che implica che gli interi algebrici formano un anello. Il nome intero algebrico è dovuto al fatto che gli unici numeri razionali appartenenti a questa classe sono gli interi.
Se {\displaystyle K} è un campo numerico, il suo anello di interi è il sottoanello degli interi algebrici in {\displaystyle K}.

## Classi speciali di numeri algebrici
- Intero gaussiano
- Intero di Eisenstein
- Irrazionale quadratico
- Unità fondamentale
- Radice dell'unità
- Numero di Pisot-Vijayaraghavan
- Numero di Salem